# سوتلانا تزاراوکیوف
سوتلانا تزاراوکگیوف (زاده ۲۷ دسامبر ۱۹۸۷) وزنه بردار اهل روسیه است. او در بازی های المپیک تابستانی ۲۰۱۲ در وزن ۵۸ کیلوگرم حضور داشت و موفق به بلند کردن مجموع ۲۳۱ شد.